# Alsophis
Alsophis är ett släkte av ormar som ingår i familjen snokar. Släktet tillhör underfamiljen Dipsadinae som ibland listas som familj.
Arterna är med en längd omkring 1,5 meter medelstora och smala ormar. De förekommer på öar i Västindien, i Sydamerika och på Galapagosöarna. Individerna lever i olika habitat och de jagar främst ödlor. Dessa ormar är dagaktiva med bra utvecklad rörlighet. Antagligen lägger honor ägg.
Arter enligt Catalogue of Life:
- Alsophis anomalus
- Alsophis antiguae
- Alsophis antillensis
- Alsophis ater
- Alsophis biserialis
- Alsophis cantherigerus
- Alsophis elegans
- Alsophis melanichnus
- Alsophis portoricensis
- Alsophis rijersmai
- Alsophis rufiventris
- Alsophis sanctaecrucis
- Alsophis sanctonum
- Alsophis vudii

The Reptile Database listar endast 9 arter och flyttar de andra arterna till andra släkten.

## Bildgalleri

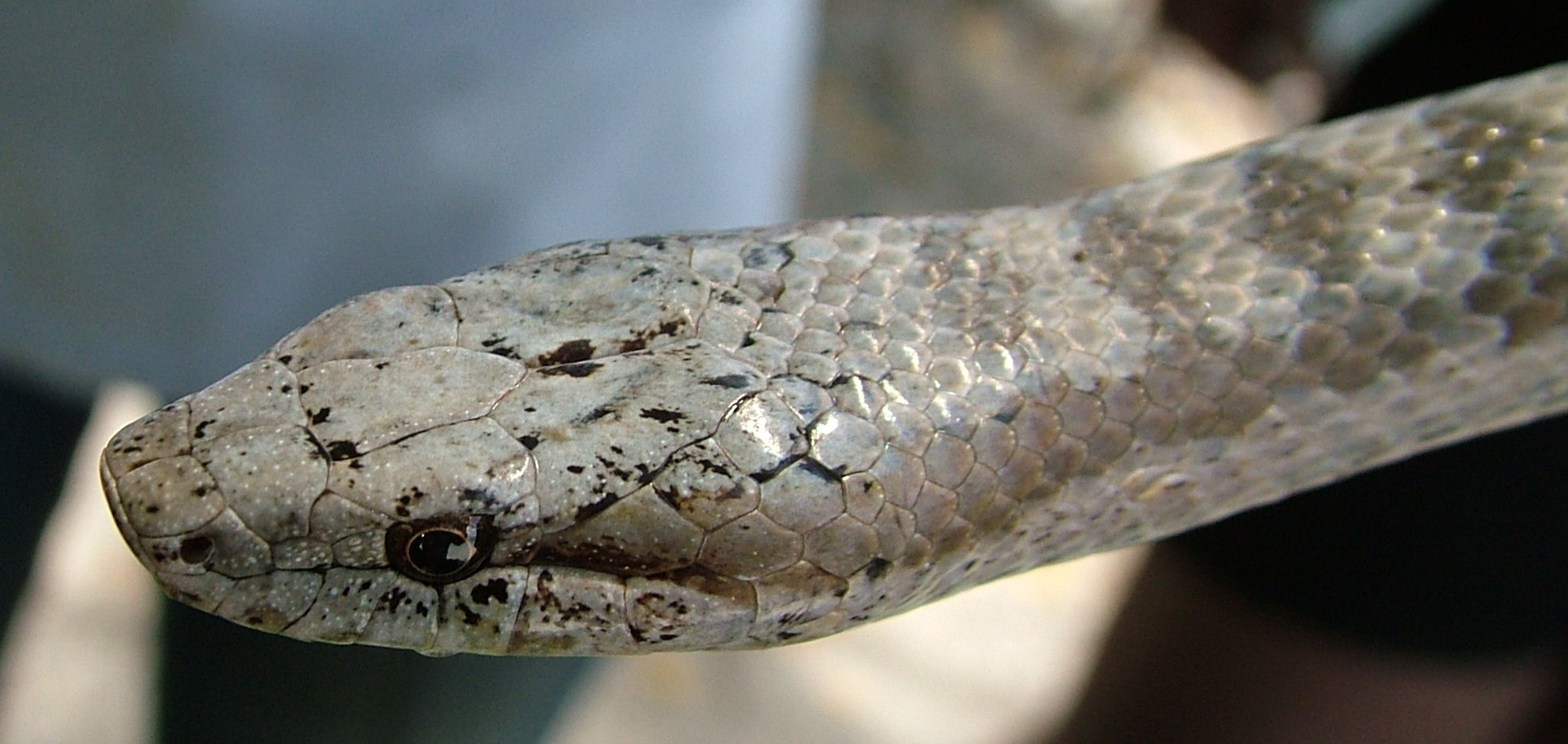
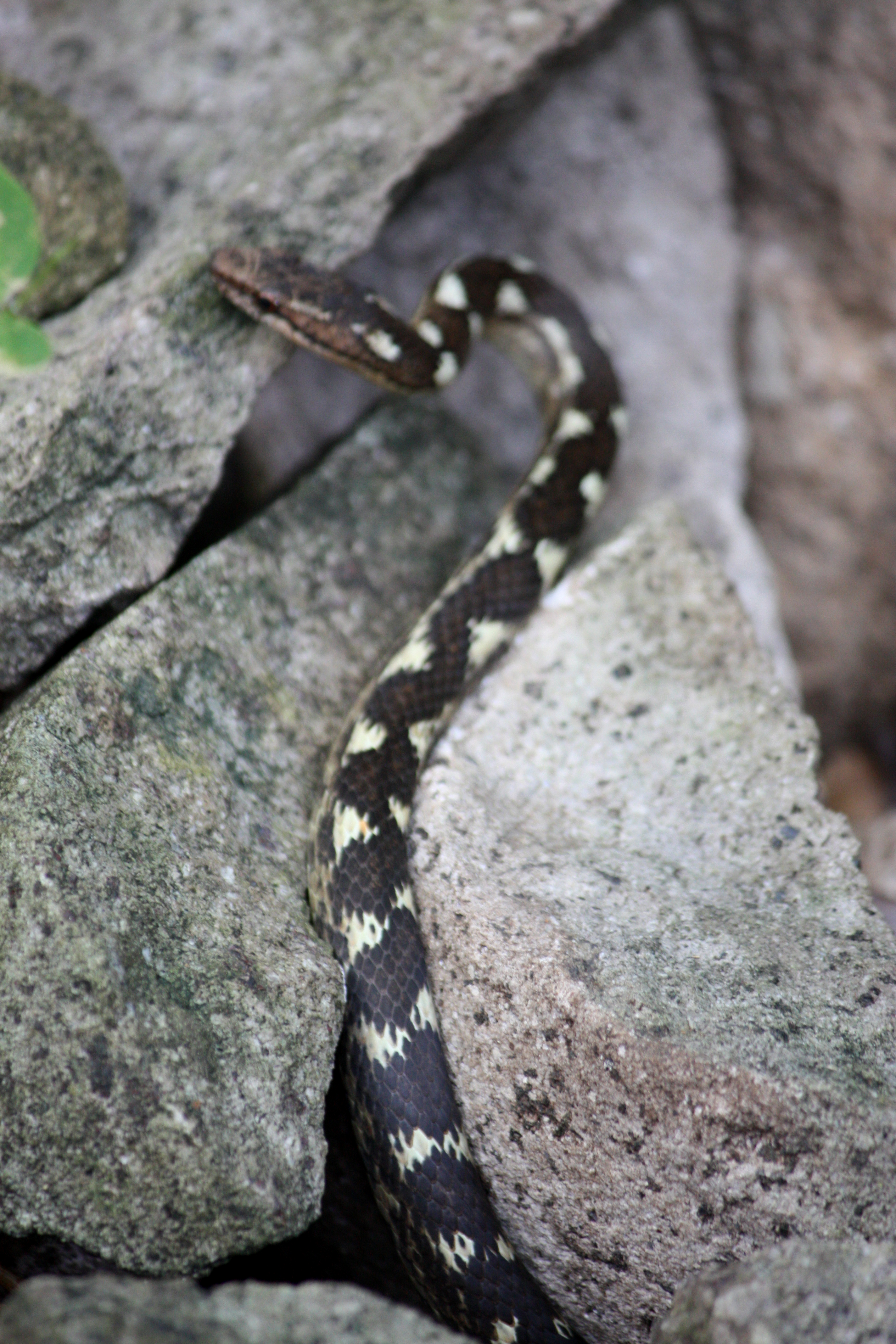
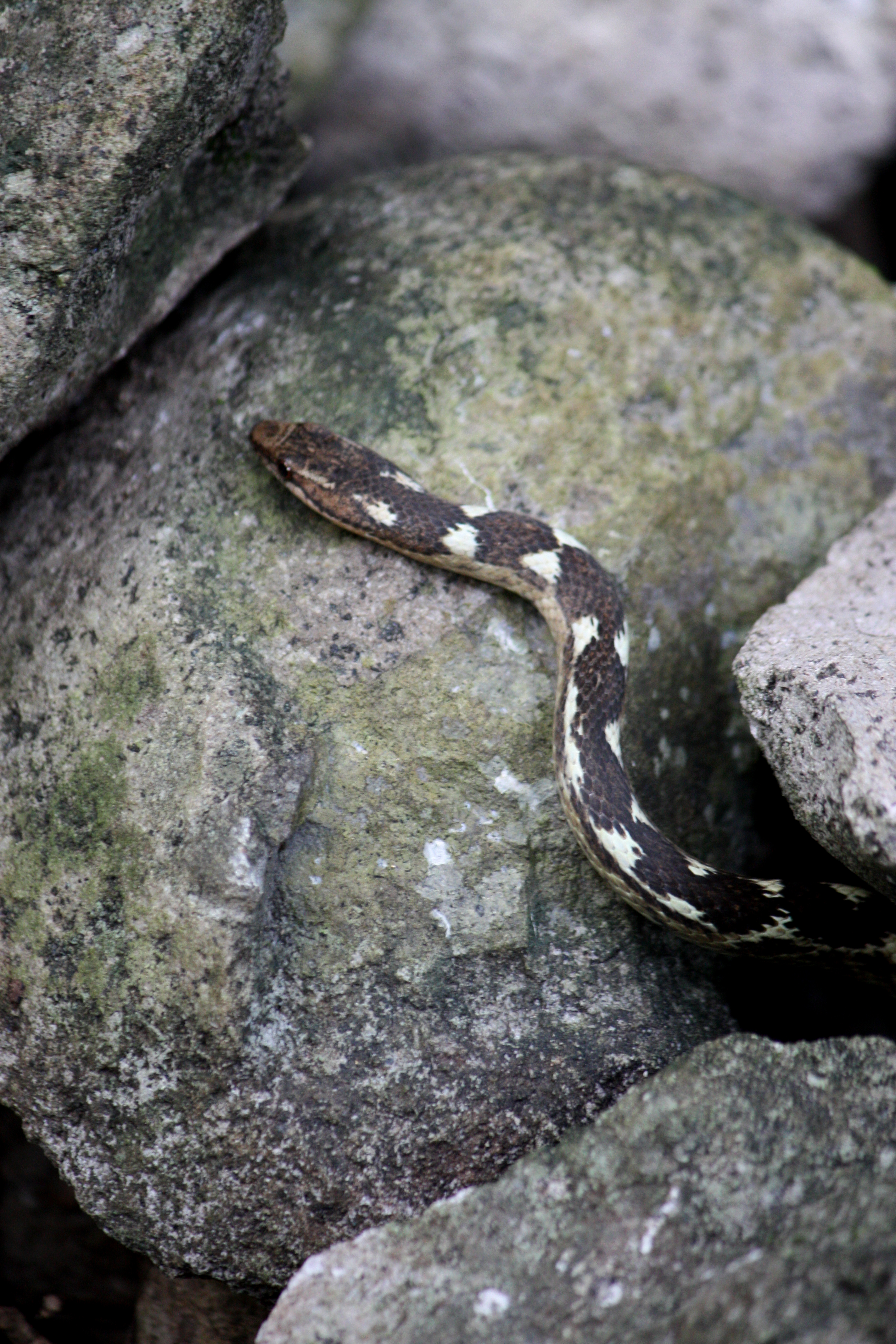
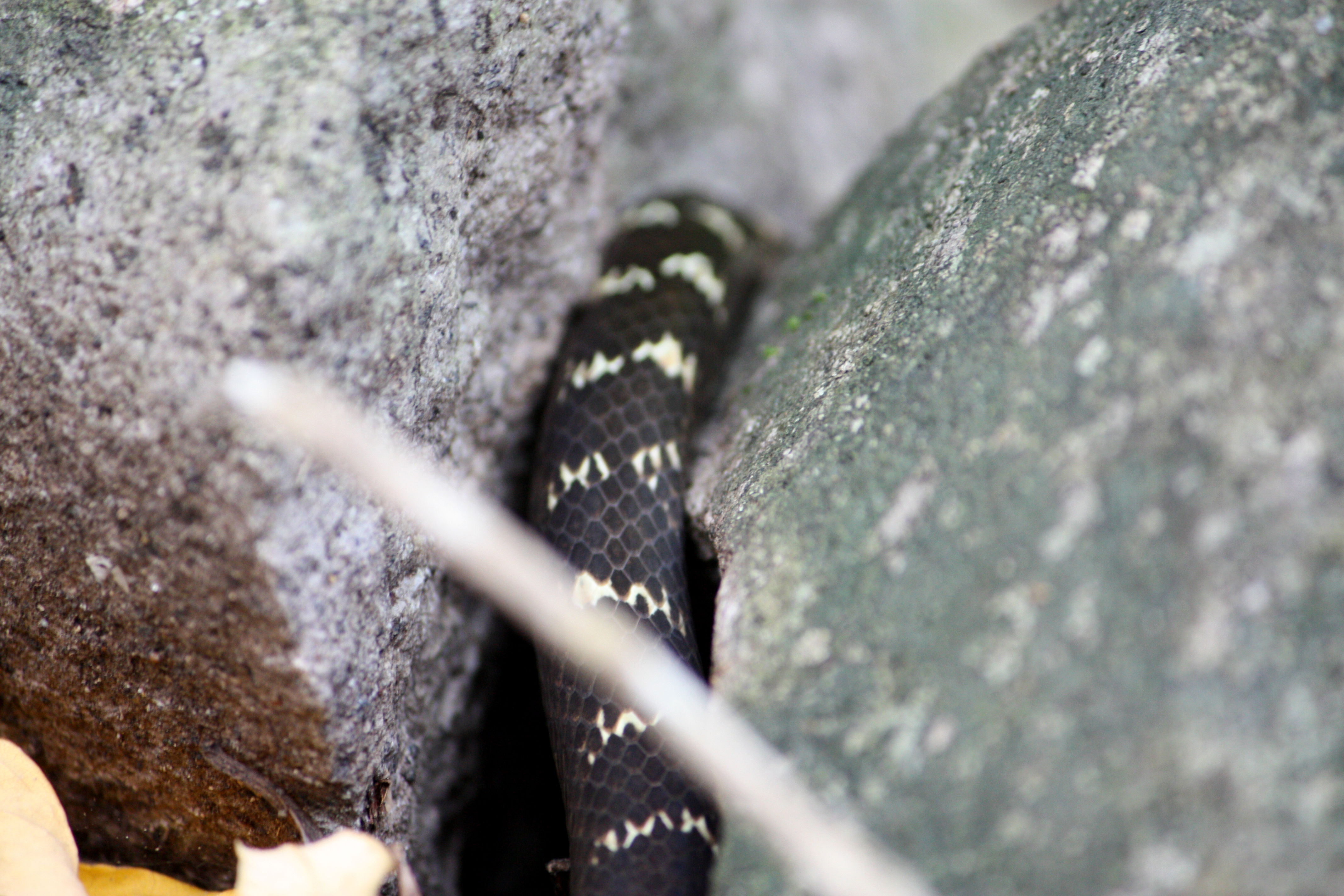
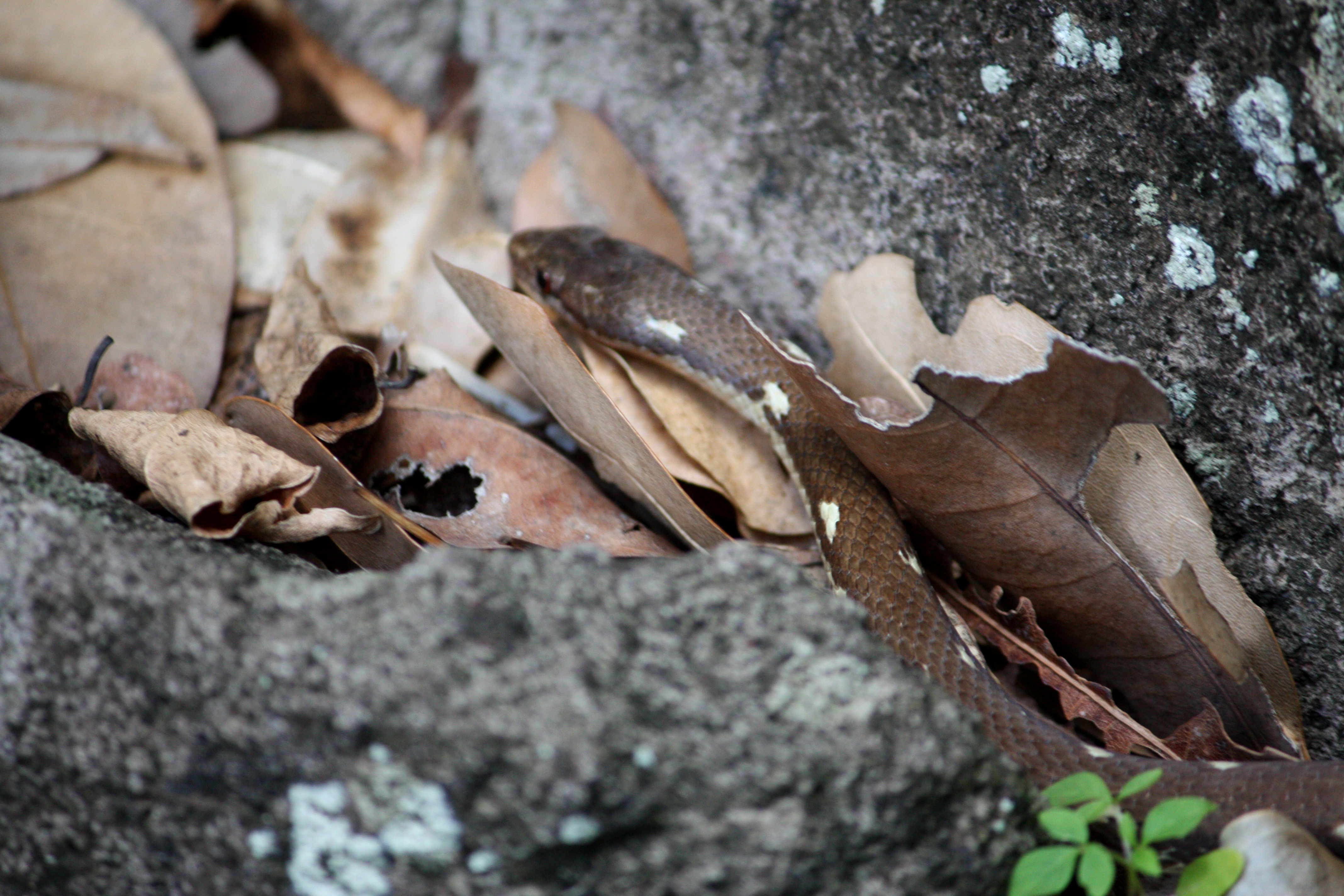